# بلدة هاويس (ميشيغان)
هاويس (بالإنجليزية: Hawes Township, Michigan)‏ هي بلدة تقع بولاية ميشيغان في الولايات المتحدة. تبلغ مساحتها 185 (كم²)، وترتفع عن سطح البحر 271 م، بلغ عدد سكانها 1107 نسمة في عام تعداد الولايات المتحدة 2010 حسب إحصاء مكتب تعداد الولايات المتحدة وتصل الكثافة السكانية فيها 6.1 نسمة/كم2.

## وصلات خارجية
- www.hawestownship.com
- The US50 - Cities and Towns in Michigan State
- Michigan Cities and Towns, Facts, Map, Flag, Colleges, Government, and More